# جوزيه ميلز
جوزيه ميلز (25 أكتوبر 1862 - 23 نوفمبر 1929) (بالإنجليزية: Josiah Mills)‏ هو لاعب كريكت بريطاني (وحمل سابقاً جنسية المملكة المتحدة لبريطانيا العظمى وأيرلندا).